# Sam Ervin

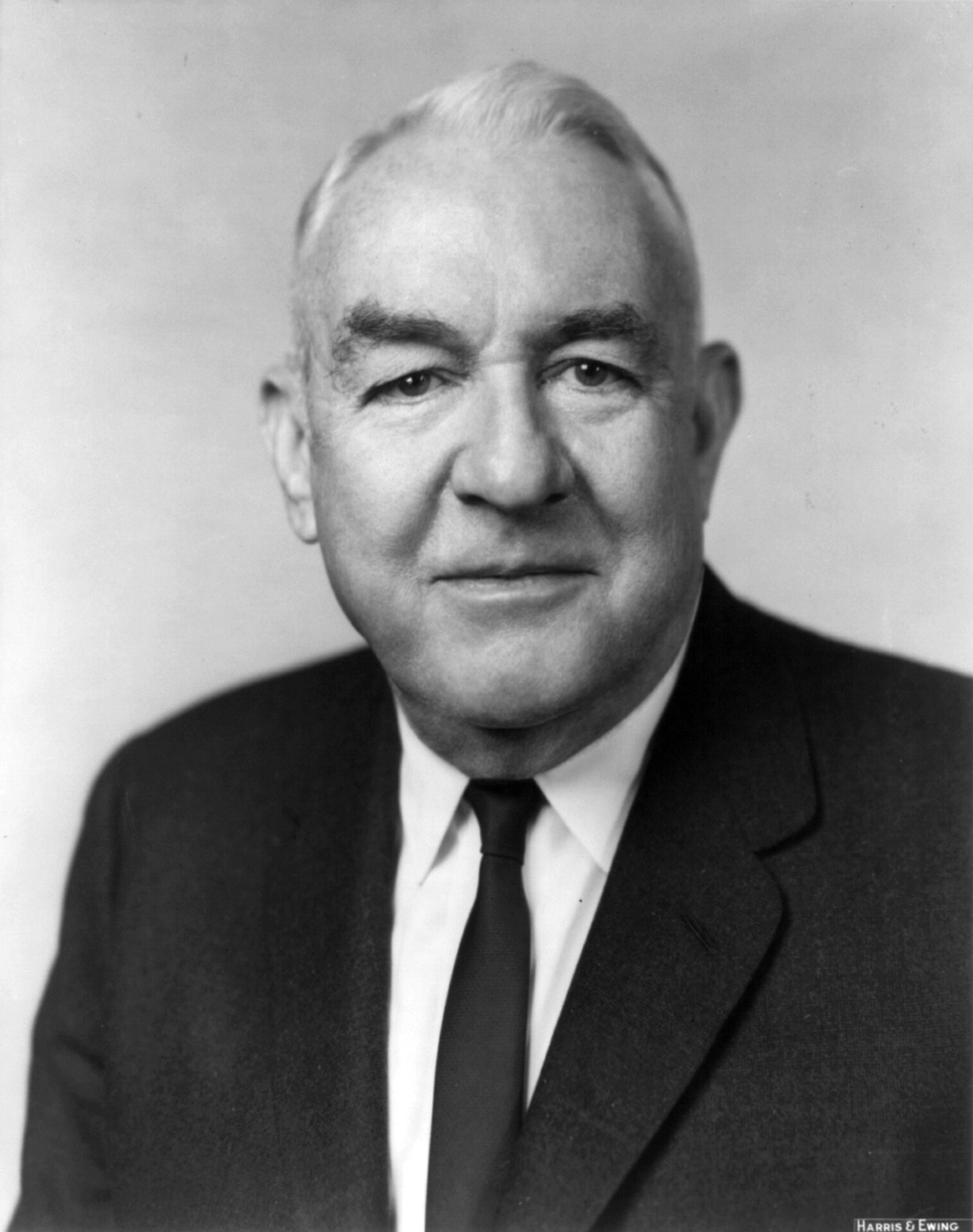
Sam Ervin

Samuel James „Sam“ Ervin Jr. (* 27. September 1896 in Morganton, North Carolina; † 23. April 1985 in Winston-Salem, North Carolina) war ein US-amerikanischer Jurist und Politiker der Demokratischen Partei, der den Bundesstaat North Carolina in beiden Kammern des Kongresses vertrat. Während seiner Zeit als Senator führte er den Vorsitz im Watergate-Untersuchungsausschuss.

## Leben
Sam Ervin besuchte die öffentlichen Schulen seiner Heimat und danach die University of North Carolina in Chapel Hill, an der er 1917 seinen Abschluss machte. Während des Ersten Weltkrieges diente er in Frankreich. Er erhielt das Distinguished Service Cross, den Silver Star und zwei Purple Hearts. Sein juristisches Examen bestand er 1922 an der Harvard University; im selben Jahr begann er in Morganton als Anwalt zu praktizieren. 1924 heiratete er Margaret Bruce Bell.
In den Jahren 1922, 1924 und 1930 wurde Ervin jeweils als Abgeordneter in das Repräsentantenhaus von North Carolina gewählt. Von 1935 bis 1937 fungierte er als Richter am Kriminalgericht im Burke County, ehe er an den Superior Court von North Carolina wechselte, wo er bis 1943 verblieb. Am 22. Januar 1946 wurde er ins Repräsentantenhaus der Vereinigten Staaten gewählt, wo er den Platz seines verstorbenen Bruders Joseph einnahm. Er vertrat den zehnten Wahlbezirk von North Carolina bis zum 3. Januar 1947; zur Wiederwahl trat er nicht an.
Ervin nahm in der Folge seine juristische Tätigkeit wieder auf. Von 1948 bis 1954 gehörte er dem North Carolina Supreme Court als Richter an, ehe er als Senator in den Kongress zurückkehrte. Am 5. Juni 1954 wurde er zum Nachfolger des verstorbenen Clyde R. Hoey ernannt; er gewann auch die fällige Nachwahl im November desselben Jahres. Danach wurde Ervin noch drei weitere Male in seinem Mandat bestätigt, das er damit bis zu seinem Rücktritt am 31. Dezember 1974 ausüben konnte. Während dieser Zeit erlangte er einen Ruf als liberaler Senator, der sich für die Einhaltung der Bürgerrechte und den Schutz der Privatsphäre einsetzte. Bereits 1954 war er Mitglied des McCarthy-Ausschusses. Er war 1956 einer von 19 Südstaatensenatoren, die das Southern Manifesto unterzeichneten, ein Dokument gegen die Rassenintegration an öffentlichen Einrichtungen und die Gleichberechtigung von Schwarzen. Zum Ende von Ervins Senatoren-Karriere wurde er 1973 zum Vorsitzenden des Ausschusses zur Untersuchung der Watergate-Affäre ernannt. Dieser wurde auch „Ervin-Ausschuss“ genannt. Der Ausschuss leistete die erforderliche Aufklärungsarbeit über die Watergate-Affäre, die zum Rücktritt von Präsident Richard Nixon und der Verurteilung seiner Helfershelfer zu Haftstrafen führte.

Als Vorsitzender des Watergate-Untersuchungsausschusses erwarb sich Ervin durch seine Integrität und Fairness hohes Ansehen, auch und gerade in jenen Kreisen, die ihm politisch nicht nahestanden: 

„Inmitten all des Schmutzes, den Watergate an die Oberfläche gespült hat, wirkt Sam Ervin wie eine einsame Insel der Sauberkeit und Glaubwürdigkeit. Daß er seinem ganzen Habitus nach eigentlich dem vergangenen Jahrhundert angehört, stört seine Bewunderer nicht. Ganz im Gegenteil: Sein altmodisches Gebaren, seine Geradlinigkeit, sein Zorn, sein Humor, ja sogar sein hohes Alter – das alles scheint sich in dieser Situation als ein besonders imponierendes Tugendregister zu entpuppen. [...] Es sind diese altväterlichen Tugenden, die Sam Ervin zum Idol gemacht haben.“

Nach seinem Ausscheiden aus dem Kongress betätigte Sam Ervin sich wieder als Anwalt sowie auf literarischem Gebiet. Er starb am 23. April 1985 und hinterließ seine Frau, zwei Töchter, einen Sohn sowie sieben Enkelkinder.